# Haro (La Rioja)
Pour les articles homonymes, voir Haro.
Haro est une commune de la communauté autonome de la Rioja, dans le Nord de l'Espagne.

## Démographie

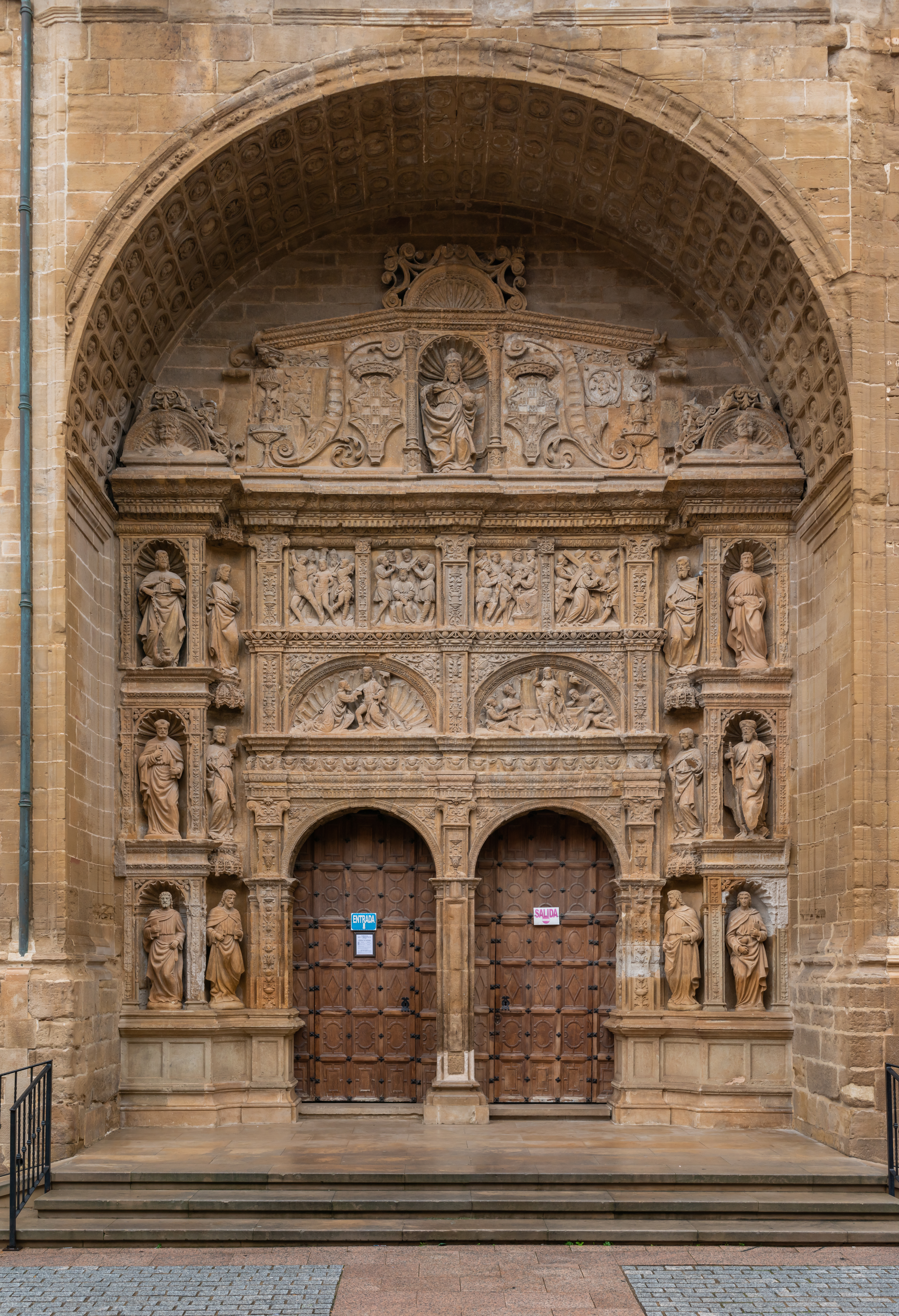
Le portail de l'Iglesia de Santo Tomás (Haro). En haut Jésus-Christ, de chaque côté des apôtres, entre les portes un meneau dans un style romanesque, au-dessus des portes une fresque avec d'anges, puis 2 demis cercles montrant Saint Thomas tatant Jésus, puis sous Jésus 4 scènes des évangiles. Janvier 2023.

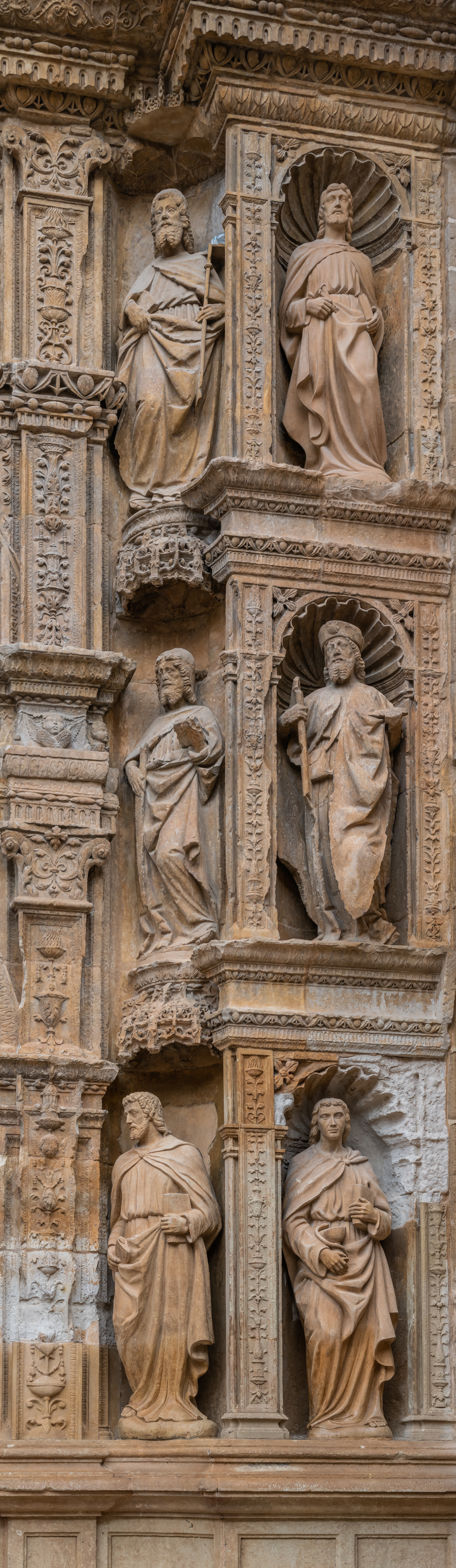
Détail des apotres à l'entrée de l'église.

| 1900  | 1910  | 1920  | 1930  | 1940  | 1950  | 1960  | 1970  | 1981  |
| ----- | ----- | ----- | ----- | ----- | ----- | ----- | ----- | ----- |
| 7 922 | 7 684 | 8 271 | 8 023 | 8 881 | 8 594 | 8 624 | 8 471 | 8 712 |

| 1991  | 2001  | 2011   | - | - | - | - | - | - |
| ----- | ----- | ------ | - | - | - | - | - | - |
| 8 778 | 9 402 | 11 747 | - | - | - | - | - | - |

## Administration

### Conseil municipal
La ville de Haro comptait 11 408 habitants aux élections municipales du 26 mai 2019. Son conseil municipal (en espagnol : Pleno del Ayuntamiento) se compose donc de 17 élus.
| Parti | Parti                                    | Voix  | %       | Élus   |
| ----- | ---------------------------------------- | ----- | ------- | ------ |
|       | Parti socialiste ouvrier espagnol (PSOE) | 2 007 | 37,5 %  | 7 / 17 |
|       | Parti populaire (PP)                     | 1 847 | 34,51 % | 6 / 17 |
|       | Ciudadanos (C's)                         | 583   | 10,89 % | 2 / 17 |
|       | Partido Riojano (PR+)                    | 364   | 6,80 %  | 1 / 17 |
|       | Podemos (Podemos)                        | 291   | 5,44 %  | 1 / 17 |
|       | Izquierda Unida (IU)                     | 242   | 4,52 %  | 0 / 17 |
|       | Ganemos Haro (Ganemos)                   | 18    | 0,03 %  | 0 / 17 |

### Liste des maires
| Mandat    | Maire | Maire                                 | Parti       |
| --------- | ----- | ------------------------------------- | ----------- |
| 1979-1983 |       | Francisco Mate Barrio (1979-1980)     | Indépendant |
| 1979-1983 |       | Miguel Rojas Castrillo (1980-1983)    | PSOE        |
| 1983-1987 |       | Miguel Rojas Castrillo                | PSOE        |
| 1987-1991 |       | Patricio Capellán Hervías             | PP          |
| 1991-1995 |       | Patricio Capellán Hervías             | PP          |
| 1995-1999 |       | Patricio Capellán Hervías             | PP          |
| 1999-2003 |       | Patricio Capellán Hervías             | PP          |
| 2003-2007 |       | Lydia Rojas Aguillo (2003-2004)       | PSOE        |
| 2003-2007 |       | Patricio Capellán Hervías (2004-2007) | PP          |
| 2007-2011 |       | Patricio Capellán Hervías             | PP          |
| 2011-2015 |       | Patricio Capellán Hervías             | PP          |
| 2015-2019 |       | Laura Rivado Casas                    | PSOE        |
| 2019-2023 |       | Laura Rivado Casas                    | PSOE        |

## Sport
La ville dispose de son propre stade, le Stade sportif municipal El Mazo.
- Football: Haro Deportivo.
- Volley-ball: CV Haro (féminin).

## Personnages liés à la commune
- Manuel Risco (1735-1801), prêtre augustin et historien.
- Manuel Bartolomé Cossío (1857-1935), pédagogue1 et historien.
- Luis de la Fuente Castillo, joueur puis entraîneur de football.